# Eleições municipais em Curitiba em 1988
As eleições municipais em Curitiba em 1988 ocorreram em 15 de novembro, como parte das eleições municipais em 24 estados brasileiros e nos  territórios federais do Amapá e Roraima. Neste caso foram eleitos o prefeito Jaime Lerner, o vice-prefeito Algaci Tulio e 33 vereadores.
Natural de Curitiba, o urbanista Jaime Lerner graduou-se duas vezes pela Universidade Federal do Paraná: engenheiro civil em 1961 com especialização em Paris no ano seguinte e arquiteto com planejamento urbano em 1964. Durante a elaboração do Plano Diretor pelo prefeito Ivo Arzua Pereira, trabalhou na equipe precursora do Instituto de Pesquisa e Planejamento Urbano de Curitiba, autarquia do qual foi um dos fundadores em dezembro de 1965 e depois presidente do IPPUC. Professor de planejamento urbano da Universidade Federal do Paraná e presidente do Instituto dos Arquitetos do Paraná, prestou consultoria no Brasil e no exterior após vencer um concurso urbanístico na cidade espanhola de San Sebastián em 1968. Nomeado prefeito de Curitiba pelo governador Haroldo Leon Peres em 1971, foi consultor da Organização das Nações Unidas, presidente da Fundação para o Desenvolvimento da Região Metropolitana do Rio de Janeiro em 1975, a convite do governador Faria Lima e professor visitante no curso de pós-graduação da Universidade da Califórnia em Berkeley, nos Estados Unidos, retornando à prefeitura de Curitiba em 1979 por nomeação do governador Ney Braga.
Jaime Lerner saiu do PDS e assumiu a função de coordenador estadual de transporte do Rio de Janeiro e assessor para questões metropolitanas da capital fluminense em 1983 a convite do governador Leonel Brizola. Filiado ao PDT, perdeu a eleição para prefeito de Curitiba em 1985 e a eleição para vice-governador do Paraná na chapa de Alencar Furtado (candidato do PMB) em 1986. Após transferir seu domicílio eleitoral para a cidade do Rio de Janeiro, efetuou o retorno à capital paranaense, mas teve o pedido negado no Tribunal Regional Eleitoral. Nesse ínterim foi promulgada a Constituição de 1988, que fixou em quatro meses o domicílio eleitoral na respectiva circunscrição para as eleições municipais de 1988, tese acolhida no Tribunal Superior Eleitoral. Esse fato impulsionou a chamada "Campanha dos Doze Dias", onde a oposição retirou parte de suas candidaturas e Jaime Lerner foi eleito prefeito de Curitiba.
Nascido em Rio Branco do Sul, o jornalista e radialista Algaci Tulio foi atendente de lotérica e começou a trabalhar no rádio em 1956. Iniciou sua carreira política ao eleger-se vereador em Curitiba pelo PDS em 1982, mas durante o mandato integrou uma dissidência que integrou-se ao PDT, pelo qual foi eleito deputado estadual em em 1986. Candidato a prefeito da capital paranaense em 1988, renunciou ao posto e aceitou compor a chapa de Jaime Lerner na chamada "Campanha dos Doze Dias". Graças a uma permissão constitucional vigente à época, acumulou o mandato de deputado estadual com o de vice-prefeito.

## Resultado da eleição para prefeito
Foram apurados 573.315 votos nominais (85,24%), 67.637 votos em branco (10,05%) e 31.662 votos nulos (4,71%), resultando no comparecimento de 672.614 eleitores.
| Candidatos a prefeito de Curitiba | Candidatos a vice-prefeito  | Número | Coligação                                                   | Votação | Percentual |
| --------------------------------- | --------------------------- | ------ | ----------------------------------------------------------- | ------- | ---------- |
| Jaime Lerner PDT                  | Algaci Tulio PDT            | 12     | União das Oposições (PDT, PFL, PDS, PTB, PDC)               | 326.815 | 57,00%     |
| Maurício Fruet PMDB               | José Maria Corrêa PMDB      | 15     | Frente Popular de Curitiba (PMDB, PSD, PJ, PSB, PCB, PCdoB) | 198.348 | 34,60%     |
| Claus Germer PT                   | Gilberto Carvalho PT        | 13     | PT, PV                                                      | 36.054  | 6,29%      |
| Elliria Timm PH                   | João Maria Santos PH        | 19     | PH (sem coligação)                                          | 4.613   | 0,81%      |
| Antônio de Macedo PSC             | Clóvis Taborda PSC          | 20     | PSC (sem coligação)                                         | 2.040   | 0,36%      |
| Osvaldo Buskei PTR                | José Veira Bernardes PTR    | 28     | PTR (sem coligação)                                         | 1.948   | 0,34%      |
| Teolino Mendonça PMC              | Maria do Carmo Fávaro PMC   | 18     | PMC (sem coligação)                                         | 1.792   | 0,31%      |
| Naim Akel Filho PL                | Francisco Carlos Moreira PL | 22     | PL (sem coligação)                                          | 1.705   | 0,30%      |
| Fontes:                           |                             |        |                                                             |         |            |

## Resultado da eleição para vereador
São relacionados os candidatos eleitos com informações complementares da Câmara Municipal de Curitiba.
| Vereadores de Curitiba | Partido | Votação |
| ---------------------- | ------- | ------- |
| Luiz Carlos Martins    | PMDB    | 13.615  |
| Carlos Simões          | PMDB    | 12.048  |
| Ratinho                | PMDB    | 7.266   |
| Jorge Samek            | PMDB    | 5.923   |
| Nely Almeida           | PMDB    | 5.391   |
| Mauro Moraes           | PMDB    | 5.197   |
| Laís Peretti           | PMDB    | 4.767   |
| Geraldo Bobato         | PTB     | 4.714   |
| Hidekazu Takayama      | PMDB    | 4.669   |
| Dr. Rosinha            | PT      | 4.441   |
| Sílvio Miranda         | PT      | 4.235   |
| Jonatas Pirkiel        | PMDB    | 4.167   |
| Aílton Araújo          | PMDB    | 4.131   |
| Jairo Marcelino        | PL      | 3.866   |
| Luís Ernesto           | PMDB    | 3.818   |
| Jorge Bernardi         | PDT     | 3.754   |
| Marcos Isfer           | PFL     | 3.586   |
| José Gorski            | PDT     | 3.510   |
| Fabiano Júnior         | PFL     | 3.497   |
| Paulino Pastre         | PDT     | 3.492   |
| João Cláudio Derosso   | PL      | 3.487   |
| Angelo Vanhoni         | PT      | 3.470   |
| Mário Celso Cunha      | PMDB    | 3.330   |
| Geraldo Yamada         | PTB     | 3.315   |
| Horácio Rodrigues      | PL      | 3.254   |
| Jotapê                 | PDT     | 3.241   |
| Júlio Ando             | PFL     | 3.138   |
| Aldemir Manfron        | PTB     | 3.075   |
| César Seleme           | PL      | 3.052   |
| Rosa Maria Chiamulera  | PTB     | 2.770   |
| Tito Zeglin            | PTB     | 2.699   |
| Jair Cezar             | PDT     | 1.807   |
| Edson Muhlmann         | PDT     | 1.716   |
| Fontes:                |         |         |